# Dak’Art
Биеннале современного африканского искусства в Сенегале «Dak’Art» (фр. Dak’Art — Biennale de l’Art Africain Contemporain) — масштабная международная выставка современного искусства, проводимая раз в два года, начиная с 1990, в столице Сенегала городе Дакар; образцом для нового мероприятия стала Венецианская биеннале; с 1996 года фокусируется на современном африканском искусстве; самая крупная биеннале современного искусства из проходящих на Африканском континенте. Основная площадка — Музей Теодора Моно.

## История и описание
Дакарская биеннале была задумана в 1989 году как чередование событий, посвященных литературе и изобразительному искусству. Первое мероприятие прошло в 1990 году и было посвящено современной литературе, а биеннале 1992 года — современному визуальному искусству. В 1993 году концепция биеннале претерпела изменение: с 1996 года «Dak’Art» стала выставкой, специализирующейся на современном африканском искусстве, а в 1998 году структура биеннале была ещё раз пересмотрена.
В 2000 году, после того как за несколько месяцев до открытия мероприятия Абдулай Вад был избран президентом Сенегала, он подтвердил правительственную поддержку мероприятия — с этого времени «Dak’Art» проводится каждые два года. В 2002—2004 годах событие заметно расширилось, получив как новых спонсоров и партнёров, так и больше международных посетителей; первые выставки XXI века также получили существенно более широкое освещение в мировой прессе. Кроме того, в ходе открытия «Dak’Art 2004» президент Вад объявил о своем намерении возобновить проведение «Международный фестиваль африканского искусства» (FESMAN), проводившегося в Сенегале и Нигерии в 1966 и 1977 годах.
«Dak’Art 2006» стал первой выставкой, получившей помимо организационного также и художественного руководителя — предыдущие события вызывали критику со стороны прессы и ряд представителей профессионального художественного сообщества как раз за отсутствие такового. Бюджет «Dak’Art 2006» значительно расширился, что позволило пригласить в Дакар целый ряд известных авторов. Однако, «Dak’Art 2008» прошёл с заметно меньшим бюджетом и был «организован в последнюю минуту». В 2010 году Европейская комиссия, являвшаяся все предыдущие годы значительным финансовым партнером мероприятия, впервые не поддержала его — в декабре в Дакаре был организован Третий Международный фестиваль африканского искусства. Событие 2014 года курировали сразу три искусствоведа, включая и историка искусства Угочукву-Смут Нзеви (Ugochukwu-Smooth Nzewi) — оно впервые было открыто для неафриканских авторов и в Музее африканского искусства имени Теодора Моно прошла выставка «Культурное разнообразие», представившая работы художников из других частей света.